# 曾寶森
曾寶森（1884年—1952年），字子玉，四川省大竹縣竹陽鎮人，民國政治人物，曾任立法院立法委員。

## 經歷[1]
- 光緒三十年(1904年)，同同縣青年陳一聯、肖德明等在竹城創辦“大竹書報社”，出售書刊，傳播愛國思想。是年冬，入成都東文學堂(留日預備學校)。
- 光緒三十一年(1905年)夏,回大竹任教員，與肖德明等秘密進行反清活動。並入中國同盟會，與黨人頻繁往來，發展組織，建立據點，籌集錢糧，購置槍彈，籌謀武裝暴動。
- 宣統元年(1909年)，熊克武等黨人在廣安暴動失敗，寶森與大竹革命黨人掩護熊逃往成都等地。寶森等便先後奔日本逃亡。
- 抵日本後，就讀于日本東京明治大學政經科，住在東京幾個同鄉租借的“竹廬”內。
- 宣統二年(1910年)，孫汶召集各埠代表在庇能黨部開會，決定在廣州起事。東京革命党人共推吳玉章主持購置軍火，寶森等人擔任運輸。
- 宣統三年(1911年)初，寶森、王子騫、陳可均等護送第五批軍火，乘海輪繞道朝鮮，經大連、青島、上海而抵香港，寶森、王子騫同住銅鑼灣四號。統籌部原有決定，留學生護送軍火任務完成後，仍返校繼續學習。寶森、王子騫卻堅持請求參加暴動。得黃興同意。不久，兩人潛入廣州，行前各寫絕命血書寄回家中。在廣州，兩人被編入攻打總督衙門一隊，由熊克武率領，領得標記符號槍械，並進行編隊演習。事前陳靜波向官府報告，廣州暴動失敗。隨即，寶森、王子騫奉命協助洪承點，刺殺陳靜波。事畢，兩人同返東京。

時革命党人向日本民党購買軍火尚有欠款未清。吳玉章號召個人捐獻，寶森積極協助還清軍火欠款。嗣後，同盟會再次籌備武裝暴動，黨人紛紛回國。寶森潛回大竹，每於夜深人靜時，與其妻在家秘密製作炸彈，以濟暴動急需。
- 民國二年(1913年)，袁世凱圖謀稱帝，國人大嘩。8月，四川討袁軍總司令部在重慶成立，熊克武任總司令。寶森積極參與討袁，組織學生軍編為炸彈隊，與顏德基同任隊長，親率炸彈隊奮勇作戰。討袁失敗後，寶森受通緝，避居大竹鄉間。
- 民國五年，任國民社理事。[2]護國軍起。時寶森在滇軍任秘書，遂以發難費交傅儒材，囑與顏德基、黃登桂謀，擬在開江縣響應護國。隸屬川東護國軍總司令肖德明部。是年底，四川死難先烈調查處成立，寶森兼任處長。
- 護國之役結束後，寶森任督軍署秘書長。此後歷任四川省財政廳長。
- 民國七年（1918年）8月21日,代理政務廳長,12月12日向楚任。[3]
- 民國八年（1919年）-民國十六年（1927年）,四川省第一、二屆省議會議員。[4]
- 民國九年（1920年）4月18日,楊庶堪辭職,以代行四川省長職務,表示不愿代行[5][6]
- 民國十年（1921年）12月15日,四川省議會選舉四川省憲籌備處籌備員，劉成勳、鄧錫侯、但懋辛、向楚、石青陽、曾寶森、肖德明等七人當選，又票選楊森、李樹勳、唐宗堯、顏雍詞、顏德基、賴心輝、陳洪范七人為候補籌備員。[7]
- 民國十一年（1922年），辭去省財政廳長職。後先後擔任成都蜀華中學、志誠高商職業學校的主要負責人。家鄉男女青年到成都求學，多受其資助與鼓勵。
- 民國十一年（1928年）10月18日，中國國民黨成都市黨務指導委員會委員[8]
- 民國廿八年（1939年）-民國卅七年（1948年）,四川省第一、二屆臨時參議會,四川省參議會議員。[9]
- 民國卅三年（1944年）,四川省經濟建設委員會財務處長[10]
- 民國卅七年（1948年），當選為四川省第七選區行憲第一屆立法院立法委員。
- 民國卅八年（1949年），川康渝民眾自衛委員會委員[11]
- 民國卅八年（1949年）秋，避居灌縣靈岩寺。
- 1952年病故,享年68歲。